# 富士市立岳陽中学校
富士市立岳陽中学校（ふじしりつ がくようちゅうがっこう）は、静岡県富士市伝法にある公立中学校。
略称は「岳陽」または「岳陽中」

## 概要
かつては東海一とも言われた荒れた学校であり、対策として2001年より3年間にわたって校長や教育学者らにより改善の取り組みが行われた。取り組みに関与した佐藤学によると当時トイレはすべて破壊され、廊下をバイクが走る有様であり、不登校の生徒は全校生徒850人中38名（約4.5%）にまで達していたという。
しかし「学びの共同体としての中学校づくり」を標榜し推進する中で、2年後には不登校の生徒は6名まで減少し、学力も向上したという。

## 校訓
- 最善を尽くせ

## 校歌
- 作詞: 加藤省吾
- 作曲: 渡邊浦人

## 事件・事故
- 2023年2月3日に学校の給食室で火災が発生し、給食調理員2人が負傷、給食調理員5人と生徒14人が体調不良を訴えた[5]。

## 学校周辺
- 西富士道路広見インターチェンジ
- 新富士インターチェンジ
- 広見公園
- 富士市立丘小学校
- 富士市立広見小学校
- 厚原浄水場

## 交通
- JR東海道新幹線新富士駅からタクシーで15分。
- JR東海道本線富士駅からタクシーで20分。
- 東名高速道路富士インターチェンジからタクシーで1分、徒歩で5分